# John Morris (curling)
Pour les articles homonymes, voir John Morris et Morris.
John Morris, né le 16 décembre 1978 à Winnipeg, est un curleur canadien. Morris a gagné deux médailles d'or olympiques, dans le tournoi masculin à Vancouver en 2010 puis à Pyeongchang en 2018 dans la nouvelle épreuve du double mixte en compagnie de Kaitlyn Lawes.  Morris est le fils de Maureen et Earle Morris, inventeur du "Stabilizer" balai de curling. Morris a grandi à Gloucester, Ontario (maintenant parti d'Ottawa) et a l'âge de cinq ans il a commencé le curling au Navy Curling Club.      

## Palmarès

### Jeux olympiques
| Édition / Épreuve   | Tournoi masculin | Double mixte |
| ------------------- | ---------------- | ------------ |
| JO 2010 Vancouver   | Or               | -            |
| JO 2018 Pyeongchang | -                | Or           |

### Championnats du monde
| Édition                   | Classement |
| ------------------------- | ---------- |
| Mondiaux 2008 Grand Forks | Or         |
| Mondiaux 2009 Moncton     | Argent     |
| Mondiaux 2015 Halifax     | Bronze     |